# South African Special Forces Brigade
Le South African Special Forces Brigade (également connu sous le nom de Recces) est la principale unité de forces spéciales de la South African National Defence Force (SANDF).
Le 1er octobre 1972, un Reconnaissance Commando fut créé à Oudtshoorn en Afrique du Sud. Il fut délocalisé quelques années plus tard à Durban. C'était la première unité sud-africaine de Forces Spéciales.
Les forces spéciales sud-africaines ont joué un rôle significatif pendant les 30 ans de guerres frontalières avec la Namibie et l'Angola.
Les Forces spéciales sud-africaines sont désormais constituées du quartier général des forces spéciales à Pretoria, de quatre régiments à Langebaan, de cinq régiments à Phalaborwa et de l'école des Forces spéciales à Murrayhill.